# Serge Cacciari
Pour les articles homonymes, voir Cacciari.
Serge Cacciari (né le 1er janvier 1952 à Bastia où il est mort le 25 avril 2009) est un militant autonomiste corse.
Lors des évènements dits de la ferme d'Aleria, en août 1975, deux gendarmes sont tués par balles : le Maréchal des Logis-Chef Michel Hugel (36 ans, marié 4 enfants) et le Gendarme Jean-Yves Giraud (20 ans, célibataire sans enfant). Après ces heurts ayant opposés Edmond Simeoni et les militants de l'Action régionaliste corse aux forces de police, la colère envahit la Corse et plus particulièrement Bastia. Après de violents affrontements avec des cocktails Molotov, plusieurs dizaines de militants descendent la place Saint-Nicolas pour en découdre, avec leurs armes cette fois, et affrontent les gardes mobiles à Bastia dans la nuit du 27 au 28 août 1975 jusqu'au petit matin. Un CRS, le Brigadier Serge Cassard (marié et père d'une fille de 1 an), est tué par balles tandis que 17 autres policiers sont blessés dont 3 très gravement.
Au lendemain de ces émeutes, Serge Cacciari est interpellé et incarcéré pour avoir tué avec sa carabine à lunette Winchester .30-30 le policier de la CRS No 46 depuis une position surélevée loin de tout affrontement : l'arme ayant tiré le projectile mortel est retrouvée chez lui,. Quelques mois après, le Front de Libération Nationale de la Corse voit le jour et ne cesse de réclamer sa libération. La cour de sûreté de l’État le condamne à dix ans de réclusion criminelle le 10 juillet 1976. Serge Cacciari est amnistié par le Président de la République François Mitterrand et bénéficie le 22 juillet 1981 d'une libération conditionnelle après seulement six ans de détention.